# Léa Sprunger
Léa Sprunger (ur. 5 marca 1990 w Nyonie) – szwajcarska lekkoatletka specjalizująca się w biegach sprinterskich oraz na 400 metrów przez płotki, trzykrotna olimpijka (Londyn 2012, Rio de Janeiro 2016, Tokio 2020). Mistrzyni Europy z Berlina 2018 (w biegu na 400 metrów przez płotki) oraz Halowa mistrzyni Europy z Glasgow 2019 (w biegu na 400 metrów). Dwukrotna finalistka mistrzostw świata w biegu na 400 metrów przez płotki (Londyn 2017 – 5. miejsce, Doha 2019 – 4. miejsce).
W początkowych latach kariery Szwajcarka zajmowała się wielobojami, jednakże nie odnotowywała większych sukcesów.
Wielokrotna złota medalistka mistrzostw Szwajcarii oraz reprezentantka kraju w IAAF World Relays oraz drużynowych mistrzostwach Europy.

## Osiągnięcia
| Rok  | Impreza                                 | Miejsce        | Konkurencja                     | Lokata             | Wynik     |
| ---- | --------------------------------------- | -------------- | ------------------------------- | ------------------ | --------- |
| 2007 | Mistrzostwa świata juniorów młodszych   | Ostrawa        | siedmiobój                      | 13. miejsce        | 4878 pkt. |
| 2008 | Mistrzostwa świata juniorów             | Bydgoszcz      | siedmiobój                      | 10. miejsce        | 5451 pkt. |
| 2009 | I liga pucharu Europy w wielobojach     | Saragossa      | siedmiobój                      | 14. miejsce        | 5465 pkt. |
| 2009 | Mistrzostwa Europy juniorów             | Nowy Sad       | siedmiobój                      | 3. miejsce         | 5552 pkt. |
| 2010 | I liga pucharu Europy w wielobojach     | Hengelo        | siedmiobój                      | 16. miejsce        | 5341 pkt. |
| 2011 | I liga drużynowych mistrzostw Europy    | Izmir          | bieg na 200 metrów              | 8. miejsce         | 23,91     |
| 2011 | I liga drużynowych mistrzostw Europy    | Izmir          | sztafeta 4 × 100 metrów         | 3. miejsce         | 44,50     |
| 2011 | Młodzieżowe mistrzostwa Europy          | Ostrawa        | siedmiobój                      | 16. miejsce        | 4808 pkt. |
| 2011 | Uniwersjada                             | Shenzhen       | bieg na 200 metrów              | ćwierćfinał        | 24,17     |
| 2011 | Uniwersjada                             | Shenzhen       | sztafeta 4 × 100 metrów         | 7. miejsce         | 44,65     |
| 2011 | Mistrzostwa świata                      | Daegu          | sztafeta 4 × 100 metrów         | eliminacje         | 44,04     |
| 2012 | Mistrzostwa Europy                      | Helsinki       | bieg na 200 metrów              | półfinał           | 23,49     |
| 2012 | Mistrzostwa Europy                      | Helsinki       | sztafeta 4 × 100 metrów         | 6. miejsce         | 43,61     |
| 2012 | Igrzyska olimpijskie                    | Londyn         | bieg na 200 metrów              | eliminacje         | 23,27     |
| 2012 | Igrzyska olimpijskie                    | Londyn         | sztafeta 4 × 100 metrów         | 6. miejsce         | 43,61     |
| 2013 | Halowe mistrzostwa Europy               | Göteborg       | bieg na 400 metrów              | eliminacje         | 54,45     |
| 2013 | I liga drużynowych mistrzostw Europy    | Dublin         | bieg na 200 metrów              | 5. miejsce         | 24,06     |
| 2013 | I liga drużynowych mistrzostw Europy    | Dublin         | sztafeta 4 × 100 metrów         | 2. miejsce         | 44,24     |
| 2013 | Uniwersjada                             | Kazań          | bieg na 200 metrów              | półfinał           | 23,80     |
| 2013 | Uniwersjada                             | Kazań          | sztafeta 4 × 100 metrów         | –                  | DQ        |
| 2013 | Mistrzostwa świata                      | Moskwa         | sztafeta 4 × 100 metrów         | eliminacje         | 43,21     |
| 2013 | Igrzyska frankofońskie                  | Nicea          | bieg na 200 metrów              | 2. miejsce         | 23,83     |
| 2013 | Igrzyska frankofońskie                  | Nicea          | sztafeta 4 × 100 metrów         | 2. miejsce         | 45,01     |
| 2014 | IAAF World Relays                       | Nassau         | sztafeta 4 × 100 metrów         | 3. miejsce (gr. B) | 43,55     |
| 2014 | IAAF World Relays                       | Nassau         | sztafeta 4 × 200 metrów         | 5. miejsce         | 1:31,75   |
| 2014 | II liga drużynowych mistrzostw Europy   | Ryga           | bieg na 200 metrów              | 2. miejsce         | 23,41w    |
| 2014 | II liga drużynowych mistrzostw Europy   | Ryga           | sztafeta 4 × 100 metrów         | 1. miejsce         | 44,27     |
| 2014 | Mistrzostwa Europy                      | Zurych         | bieg na 200 metrów              | półfinał           | 23,12     |
| 2014 | Mistrzostwa Europy                      | Zurych         | sztafeta 4 × 100 metrów         | –                  | DNF       |
| 2015 | Halowe mistrzostwa Europy               | Praga          | bieg na 400 metrów              | eliminacje         | 53,97     |
| 2015 | IAAF World Relays                       | Nassau         | sztafeta 4 × 100 metrów         | 8. miejsce         | 43,74     |
| 2015 | I liga drużynowych mistrzostw Europy    | Heraklion      | bieg na 400 metrów              | 5. miejsce         | 53,49     |
| 2015 | I liga drużynowych mistrzostw Europy    | Heraklion      | sztafeta 4 × 100 metrów         | 3. miejsce         | 44,07     |
| 2015 | I liga drużynowych mistrzostw Europy    | Heraklion      | sztafeta 4 × 400 metrów         | 2. miejsce         | 3:33,18   |
| 2015 | Mistrzostwa świata                      | Pekin          | bieg na 400 metrów przez płotki | półfinał           | 55,83     |
| 2015 | Mistrzostwa świata                      | Pekin          | sztafeta 4 × 100 metrów         | eliminacje         | 43,38     |
| 2016 | Mistrzostwa Europy                      | Amsterdam      | bieg na 400 metrów przez płotki | 3. miejsce         | 55,41     |
| 2016 | Igrzyska olimpijskie                    | Rio de Janeiro | bieg na 400 metrów przez płotki | eliminacje         | 56,58     |
| 2017 | Halowe mistrzostwa Europy               | Belgrad        | bieg na 400 metrów              | 5. miejsce         | 53,08     |
| 2017 | I liga drużynowych mistrzostw Europy    | Vaasa          | bieg na 400 metrów              | 1. miejsce         | 51,61     |
| 2017 | I liga drużynowych mistrzostw Europy    | Vaasa          | sztafeta 4 × 400 metrów         | 1. miejsce         | 3:33,10   |
| 2017 | Mistrzostwa świata                      | Londyn         | bieg na 400 metrów przez płotki | 5. miejsce         | 54,59     |
| 2018 | Halowe mistrzostwa świata               | Birmingham     | bieg na 400 metrów              | półfinał           | DSQ       |
| 2018 | Mistrzostwa Europy                      | Berlin         | bieg na 400 metrów przez płotki | 1. miejsce         | 54,33     |
| 2019 | Halowe mistrzostwa Europy               | Glasgow        | bieg na 400 metrów              | 1. miejsce         | 51,61     |
| 2019 | Halowe mistrzostwa Europy               | Glasgow        | sztafeta 4 × 400 metrów         | 6. miejsce         | 3:33,72   |
| 2019 | IAAF World Relays                       | Jokohama       | sztafeta 4 × 400 metrów         | 7. miejsce         | 3:32,32   |
| 2019 | Superliga drużynowych mistrzostw Europy | Bydgoszcz      | bieg na 400 metrów              | 2. miejsce         | 51,84     |
| 2019 | Mecz Europa – USA                       | Mińsk          | bieg na 400 metrów przez płotki | 2. miejsce         | 55,46     |
| 2019 | Mistrzostwa świata                      | Doha           | bieg na 400 metrów przez płotki | 4. miejsce         | 54,06     |
| 2019 | Mistrzostwa świata                      | Doha           | sztafeta 4 × 400 metrów         | eliminacje         | 3:30,63   |
| 2021 | Halowe mistrzostwa Europy               | Toruń          | bieg na 400 metrów              | półfinał           | 52,64     |
| 2021 | I liga drużynowych mistrzostw Europy    | Kluż-Napoka    | sztafeta 4 × 400 metrów         | 2. miejsce         | 3:28,77   |
| 2021 | Igrzyska olimpijskie                    | Tokio          | bieg na 400 metrów przez płotki | półfinał           | 55,12     |
| 2021 | Igrzyska olimpijskie                    | Tokio          | sztafeta 4 × 400 metrów         | eliminacje         | 3:25,90   |

## Rekordy życiowe
- bieg na 60 metrów (hala) – 7,31 (2020)
- bieg na 100 metrów – 11,34 (2014)
- bieg na 200 metrów – 22,38 (2016) do 2019 rekord Szwajcarii
- bieg na 200 metrów (hala) – 22,88 (2018) rekord Szwajcarii
- bieg na 300 metrów (hala) – 36,72 (2019)
- bieg na 400 metrów – 50,52 (2018) rekord Szwajcarii
- bieg na 400 metrów (hala) – 51,28 (2018) rekord Szwajcarii
- bieg na 400 metrów przez płotki – 54,06 (2019) rekord Szwajcarii